# تينا سميث
تينا سميث (بالإنجليزية: Tina Smith)‏ وإسمها الحقيقي هو كريستين إليزابيث فلينت (بالإنجليزية: Christine Elizabeth Flint)‏ هي سياسية أمريكية من الحزب الديمقراطي ولدت في يوم 4 مارس 1958 في مدينة ألباكركي في ولاية نيومكسيكو. تشغل حالياً منصب عضوة في مجلس الشيوخ الأمريكي منذ سنة 2018 بعد استقالة آل فرانكن كممثلة عن ولاية مينيسوتا. تعرف بمواقفها المعارضة للرئيس الأمريكي دونالد ترامب.